# Dichromia
Dichromia is een geslacht van vlinders van de familie spinneruilen (Erebidae), uit de onderfamilie Hypeninae.

## Soorten
- D. aculeifera Aurivillius, 1925
- D. amica Butler, 1878
- D. carninalis Viette, 1956
- D. claripennis Butler, 1878
- D. erastrialis (Walker, 1866)
- D. euthygramma Prout, 1921
- D. fascifera Holland
- D. frustalis Warren, 1913
- D. isoplocalis Viette, 1956
- D. isosoceles Bethune-Baker, 1911
- D. legrosi (Guillermet, 1992)
- D. leucotaenia Snellen
- D. leucozona Hampson, 1910
- D. limbopuncatata Strand, 1915
- D. lipara Wileman & West, 1930
- D. mesomelaena (Hampson, 1902)
- D. mutilata (Strand, 1909)
- D. opulenta Alphéraky

- D. otiata Swinhoe
- D. pullata Moore, 1885
- D. quadralis Walker, 1858
- D. quinqualis Walker, 1859
- D. rationalis Viette, 1956
- D. sagitta Fabricius, 1775
- D. semlikiensis (Prout, 1921)
- D. sieglinde Viette, 1956
- D. trigonalis Guenée, 1854
- D. triplicalis Walker, 1859
- D. xanthaspisalis Viette, 1956